# 约瑟之书
《约瑟之书》（英語：Book of Joseph）是約瑟·斯密在分析他在 1835 年获得的埃及纸莎草纸后，确定的未翻译文本。约瑟·斯密認為该文本包含了古代圣经裡族长约瑟的著作。
与约瑟之书相关的卷轴已被埃及古物学家認定为一份亡灵之书，常见的丧葬文件，与圣经中的族长约瑟无关。